# 蟲形竹盾介殼蟲
蟲形竹盾介殼蟲（学名：Kuwanaspis vermiformis）为盾介殼蟲科竹盾介殼蟲屬下的一个种。它主要分佈於中国大陸的安徽、福建、广东、江苏以及哥伦比亚、科特迪瓦、夏威夷的考爱岛、瓦胡岛以及马达加斯加、马来西亚的砂拉越、台湾、美国的佛罗里达。